# Etienne Bonello
Etienne Bonello (* 22. Juni 1977) ist ein maltesischer Mountainbike- und Straßenradrennfahrer.
Etienne Bonello wurde 1998 maltesischer Meister im BMX und im Mountainbike-Downhill. Von 1999 bis 2007 gewann er jedes Jahr den nationalen Meistertitel im Cross Country. Auf der Straße nahm er 2001 und 2013 an den Spielen der kleinen Staaten von Europa in San Marino sowie an den Mittelmeerspielen 2001 in Tunis teil. 2003 wurde er maltesischer Meister im Straßenrennen und 2005 gewann er den Titel im Einzelzeitfahren. 2005 nahm er erneut an den Spielen der kleinen Staaten von Europa in Andorra teil, und 2006 startete er bei den Commonwealth Games in Melbourne. In den Jahren 2006 bis 2008 wurde Bonello jeweils nationaler Meister im Zeitfahren und im Straßenrennen.

## Erfolge – Mountainbike
1998
- Maltesischer Meister – BMX Race
- Maltesischer Meister – Downhill

1999–2009
- 11× Maltesischer Meister – Cross Country

## Erfolge – Straße
2003
- Maltesischer Meister – Straßenrennen

2005
- Maltesischer Meister – Einzelzeitfahren

2006–2008
- Maltesischer Meister – Straßenrennen
- Maltesischer Meister – Einzelzeitfahren

2009
- Maltesischer Meister – Straßenrennen

2010
- Maltesischer Meister – Einzelzeitfahren

2011
- Maltesischer Meister – Straßenrennen
- Maltesischer Meister – Einzelzeitfahren

2012
- Maltesischer Meister – Einzelzeitfahren

2013
- Maltesischer Meister – Straßenrennen
- Maltesischer Meister – Einzelzeitfahren

## Teams
- 2014 Team Greens